# Ањесине плаже
Ањесине плаже (фр. Les plages d'Agnès) је француски документарни филм из 2008. Филм је аутобиографски есеј у којем Ањес Варда поново посећује места из своје прошлости, присећа се живота и пред камером слави 80. рођендан. Варда је рекла да ће то највероватније бити њен последњи филм, али је деценију касније објавила документарац Лица, места номинован за Оскара.

## Стил
Варда користи широк спектар техника, комбинујући непокретне слике људи, укључујући њене бивше пријатеље, сараднике, љубавнике и породицу, са оним што би Клод Леви-Строс могао да назове бриколажом предмета за гаражну распродају, ситницама и шареним меморабилијима супротстављеним у креативним комбинацијама, и комбинује прелепе слике у формату колажа који се врти око теме плажа. У почетним кадровима, она има асистенте да је снимају како доноси огледала на плажу у Белгији коју је посећивала као млада девојка; једно огледало је на песку док га талас запљускује. Она хвата креативни француски уметнички сензибилитет са искреним и разиграним уважавањем лепоте филма и уметности и ужитак живљења.

## Пријем
Критичар Њујорк Тајмса Манола Даргис написала је 2009:
| „ | ... То је истовремено и илустрација ликовне уметности тражења хране и аутобиографски портрет, који је испричала његова самоописана „мала старица, пријатно пуначка“. ... Госпођа Варда пребира по свету, близу куће и далеко, проналазећи слике које јој пријају и дају јој паузу ... које испитује са жаљењем ако не и са очигледним жаљењем. Али овде је нагласак на њеном сопственом животу и сликама и успоменама које су се временом замаглиле. ... Слике су дивне, неочекиване и разиграно неспутане ... У једном тренутку каже да мисли о свим мушкарцима који гледају на море као о Уликсу (она је водена душа), али она је помало и луталица. Било да лута плажом са камером или претура по бувљацима, она тражи и проналази, скупљајући — реч значи сакупити и испитати — шта овај свет чуда има у складишту. | ” |